# Novena a San Michele
La Novena a San Michele è una preghiera della Chiesa cattolica in onore di San Michele Arcangelo. 
Come tutte le altre novene, deve essere recitata per nove giorni consecutivi con un'intenzione specifica.

## La novena
Una novena può essere pronunciata in qualsiasi momento dell'anno mediante una qualsiasi preghiera approvata. La novena a San Michele si recita abitualmente nei nove giorni che precedono la tradizionale festa del 29 settembre. Per la novena si possono usare una varietà di preghiere e formati. Le preghiere comunemente usate sono la Preghiera a San Michele, la Coroncina di San Michele o una Litania a San Michele.